# موريس غودن
موريس غودن هو ممثل كندي، ولد في 28 فبراير 1966 في تورونتو في كندا.

## أعمال

### مسلسلات
- إيلياس
- هاوس
- ويزردز أوف ويفرلي بليس[3]

## وصلات خارجية
- موريس غودن على موقع IMDb (الإنجليزية)
- موريس غودن على موقع ألو سيني (الفرنسية)
- موريس غودن على موقع أول موفي (الإنجليزية)
- موريس غودن على موقع قاعدة بيانات برودواي على الإنترنت (الإنجليزية)
- موريس غودن على موقع قاعدة بيانات الأفلام السويدية (السويدية)
- موريس غودن على موقع قاعدة بيانات الفيلم (الإنجليزية)
- موريس غودن على موقع كينوبويسك (الروسية)